# Kikuchi Takefusa
Kikuchi Takefusa est un nom japonais traditionnel ; le nom de famille (ou le nom d'école), Kikuchi, précède donc le prénom (ou le nom d'artiste).
Kikuchi Jiro Takefusa (菊池 武房, 1245-2 mai 1285) est le deuxième fils de Takayasu. En 1274, durant la première invasion mongole (à la bataille de Bun'ei), il combat en compagnie de son frère et ils en sont récompensés. Il atteint un général mongol au visage avec une flèche signée, précipitant le rappel de la première invasion mongole. La famille se fait connaître au cours de la deuxième invasion mongole du Japon en 1281, lorsque l'héroïsme de Kikuchi Takefusa (1245 ?-1285) contribue à refouler l'ennemi.
La force mongole qui débarque sur le terrain de Momochi se divise en deux groupes. Étant attaqué par Kikuchi Takefusa à Akasaka, le groupe le plus important se retire dans la colline de Sohara, et le petit groupe dans la plaine Tukahara de Befu. La force mongole installe un camp dans les champs de Sohara. Ceux-ci sont surmontés d'une colline d'une hauteur de 30 m qui offre une bonne vue sur les rues de la ville de Fukuoka, aujourd'hui le parc Soharakouen. Le monument en pierre au centre du parc Soharakouen montre les restes des batailles de l'invasion mongole. Takefusa est renommé pour le nombre de têtes ennemies qu'il rapporte. Il meurt à l'âge de 41 ans.

## Source de la traduction
- (en) Cet article est partiellement ou en totalité issu de l’article de Wikipédia en anglais intitulé « Kikuchi Takefusa » (voir la liste des auteurs).